# Ангрен
Ангре́н (узб. Angren, Ангрен) — місто (з 1946 року) в Ташкентській області Узбекистану, у долині річки Ахангаран. За 110 км на схід від Ташкента. Населення 126 тисяч мешканців (2005).

## Історія
Сучасна назва міста є русифікованим варіантом перського слова Ohangaron, що означає «ковалі».
У 1936 році були проведені перші геологічні дослідження в долині Ангрен. 1940 року побудована перша в районі вугільна шахта, її ввели в експлуатацію в 1942 р. У 1941 р Ангрен і Ташкент зв'язала залізниця.
29 вересня 1940 року у кишлаку Джигірістан (на базі кишлаків Джартепе, Турк, Тешикташ, Койхо-а'ї, Джигірістан ) утворюється робітниче селище Ангреншахтстрой (населення близько 300 чоловік). З цього дня починається освоєння одного з найбільших у Центральній Азії вугільних басейнів.
13 червня 1946 року Указом Президії Верховної Ради УзРСР робітниче селище Ангреншахтстрой було перетворено на місто Ангрен.
Пізніше з'ясувалося, що більша частина міста побудована над вугільними пластами Через це, в 1956 р Ангрен було перенесено на 7-8 км на північний захід від свого первісного розташування.
Ангрен був важливим промисловим містом в Радянському Союзі Після розпаду СРСР, більшість етнічних росіян і татар, секред яких було багато фахівців, покинули місто. У 1990-ті роки, майже всі заводи в місті були закриті через брак фахівців, порушення радянських торгових зв'язків, старіння техніки і безгосподарність. На початок ХХІ сторіччя Ангрен часто згадується як місто-привид.
Проте, Ангрен частково зберіг своє промислове значення. Ще працює декілька вугільних копалень. Також у місті розвинута промисловість будівельних матеріалів,  завод по переробці каучуку, і електростанція.

## Географія
Ангрен розташований у правобережній частині долини річки Ахангаран (Ангрен) між Чаткальським і Східно-Курамінським хребтом за 78 км на південний схід від Ташкента (114 км по дорозі). Місто складається з кількох роз'єднаних частин.
Через Ангрен проходять автомагістраль Ташкент - Коканд і залізнична гілка Ангрен - Пап, що зв'язують 3 узбецькі області у Ферганській долині з рештою Узбекистану. На території Ангрена є золотодобувна шахта.

## Населення
Чисельність населення станом на 1 січня 2014 року становить 175 400 мешканців. За переписом 1959 року з 55 789 жителів 42,9% становили росіяни, 17,9% — татари, 15,7% — узбеки, 7,4% — таджики, 3,7% — українці.
Надалі частка середньоазіатських народів зросла. За переписом 1989 року узбеки становили 31,5%, таджики - 13,1%, тоді як росіяни - 31,4%, а татари - 8,3% населення міста.
Нині населення міста переважно складається із представників середньоазіатських народів. За офіційними даними на 1 січня 2013 року в Ангрені проживали 172 880 осіб, з яких 73% (126 247 осіб) узбеків, 17% (28 653 особи) таджиків, 5% (8282 особи) корейців, лише 3% (46 росіян і менше 1% (1284 особи) татар.
Мусульмани-суніти становлять 85% населення. Росіяни, кримські татари, татари та німці, які проживали в місті у великій кількості за радянських часів, здебільшого залишили місто у 1990-х роках.
| Рік                    | 1969 | 1991 | 2005 |
| ---------------------- | ---- | ---- | ---- |
| Населення тис. чоловік | 94   | 132  | 127  |

## Економіка
Ангрен - центр вугільної промисловості Узбекистану. Видобувається буре вугілля (ВАТ «Узбеккумір (Узбеквугілля)», В Ангрені розташована єдина в країні станція видобутку газу методом підземного піролізу вугілля (Подземгаз) ВАТ "Еростігаз".
Підприємства:
- будівельних матеріалів (заводи: залізобетонних конструкцій, цементний, асфальтобетонний, комбінат керамічних виробів дробильно-сортувальна фабрика каоліну ДСФК, домобудівний комбінат ДБК і ін.)
- харчової промисловості (Ангреннон, Ангренсут).
- хіміко-металургійний (Ангренкабель),
- азотно-туковий (Ангреназот),
- машинобудівні заводи (Ангренгазмаш, ЗІС, Елер),
- виробництво гумово-технічних виробів "шинний завод" (будується),
- найбільша в Ташкентської області нафтобаза АТ «Узбекнафтогаз», що належить до Ферганського нафтоперегінного заводу.
- Ангренське Рудоуправління, що входить до складу ВАТ АГМК (колишнє АТ «Ангрензолото»),
- завод керамічної порцеляни «Каолін»,
- виробництво паперово картонно-тарного продукції АТ ІІ "Angren PACK". (колишнє ВАТ ІІ «SQQS»)
- АЕЦМ, АЧМЗ.
- Дві електростанції: Ангренська ТЕС та Ново-Ангренська ТЕС.

22 червня 2016 році введена в дію залізниця Ангрен - Пап.

## Географія
Ангрен розташовано на річці Ахангаран (Ангрен) між Чаткальським і Східно-Курамінським хребтом, за 78 км на південний схід від Ташкента (114 км по дорозі). Гори, що оточують Ангрен піднімаються до 2,500-3,500 м над рівнем моря
Місто знаходиться в лівобережній частині долини річки Ахангаран і складається з декількох роз'єднаних частин.
Через Ангрен проходить автомагістраль Ташкент - Коканд, і залізниця Ангрен - Пап що зв'язують Ферганську долину з рештою Узбекистану.

### Клімат
Ангрен має континентальний клімат з холодною зимою і спекотним літом Середня температура липня становить 27 °C. Середня температура січня -2 °C.
| Клімат Ангрен         | Клімат Ангрен | Клімат Ангрен | Клімат Ангрен | Клімат Ангрен | Клімат Ангрен | Клімат Ангрен | Клімат Ангрен | Клімат Ангрен | Клімат Ангрен | Клімат Ангрен | Клімат Ангрен | Клімат Ангрен | Клімат Ангрен |
| Показник              | Січ.          | Лют.          | Бер.          | Квіт.         | Трав.         | Черв.         | Лип.          | Серп.         | Вер.          | Жовт.         | Лист.         | Груд.         |               |
| Середній максимум, °C | 2             | 4             | 9             | 16            | 21            | 27            | 30            | 30            | 25            | 18            | 11            | 4             |               |
| Середній мінімум, °C  | −7            | −6            | −1            | 5             | 8             | 12            | 14            | 14            | 9             | 4             | 0             | −4            |               |
| Норма опадів, мм      | 53.5          | 68.1          | 57            | 61.5          | 50.9          | 25.8          | 21.8          | 7.3           | 9.3           | 36.8          | 60.4          | 72            |               |
| --------------------- | ------------- | ------------- | ------------- | ------------- | ------------- | ------------- | ------------- | ------------- | ------------- | ------------- | ------------- | ------------- | ------------- |
| Джерело:              |               |               |               |               |               |               |               |               |               |               |               |               |               |

## Культура
В місті діє історико-краєзнавчий музей.

## Освіта
У місті діє рял вищих навчальних закладів:
- Ташкентський обласний педагогічний інститут імені Махмуда Кашгар (ТОГПІ). Тепер[коли?] закритий.
- Загальнотехнічна філія Ташкентського Державного Технічного Університету (ТашГТУ) імені Абу Райхон Беруні. Нині перетворений в Ангренський державний технічний коледж
- Також є гірничо-геологічний технікум та медичне училище.
- коледж побутового обслуговування
- будівельний технікум

## Відомі люди
Народилися Ангрені:
- Муравицький Юрій Адольфович (1947—2015) — радянський і український актор театру і кіно, театральний режисер і педагог
- Осман Пашаєв (*1977) — кримськотатарський і український тележурналіст.

## Міські ЗМІ
- Міська громадсько-політична газета «Ангренська Правда»
- Міська громадсько-політична газета «Ангрен Хакікаті»

## Хокіми
1. Юнусов, Абдулла Тимурович
2. Рахманов, Ібрагімжон Абсаматович
3. Абдулазізов, Хакімжон Мамасадікович (липень 2017 року - 17 жовтня 2018 року)
4. Махмудов, Шукурулло Насімхонович (з 17 жовтня 2018 року)

## Визначні пам'ятки
У місті є історико-краєзнавчий музей із великою кількістю матеріалів з історії краю.
Є Молитовний дім на честь ікони Божої Матері «Стягнення загиблих» Узбекистанської єпархії РПЦ. У березні 2015 року в місті знесено меморіал (1967—2015) на згадку про ангренців, які загинули в роки Німецько-радянської війни, що викликало обурення місцевих жителів.
У селищі Геолог, адміністративно включеному до складу Ангрена, розташовується мавзолей Гумбез-бобо (історична споруда належала до XI—XII століть, у програмі розвитку туризму від 2013 року передбачався до «проведення реставраційних робіт та покращення стану»).